# Netherton (Devon)
Pour les articles homonymes, voir Netherton.
Netherton est un domaine historique faisant partie de la paroisse de Farway dans le Devon.
Il est situé à environ 5 km au sud-est de Honiton. Le manoir actuel connu sous le nom de Netherton Hall a été construit en 1607 dans le style jacobéen, restauré et reconstruit entre 1836 et 1844, et est un bâtiment classé Grade II. 

## Histoire
Le domaine de Netherton était une possession de l'abbaye de Canonsleigh, dans le Devon. 
Après la dissolution des monastères, il est vendu par la couronne à Bernard Drake (en) (vers 1537 – 1586) d'Ash (Musbury), dans le Devon, qui accorde la grange à M. Loman. 
La famille Prideaux, considérée comme d'origine normande, se serait d'abord installée en Angleterre après la conquête normande de 1066 au château de Prideaux, près de Fowey, en Cornouailles mais elle abandonne ce siège et s'établit dans le Devon, où elle se déploie en plusieurs branches, notamment à Orcharton (Modbury), Adeston (Holbeton), Thuborough (Sutcombe), Solden (Holsworthy), Netherton (Farway), Ashburton, Nutwell (en), Woodbury et Ford Abbey (Thorncombe). Une autre branche construit Prideaux Place en Cornouailles en 1592, où elle subsiste aujourd'hui. C'est l'une des familles de la petite noblesse les plus répandues et les plus prospères de toutes les familles de la petite noblesse du Devon, et comme l'a fait remarquer John Swete (en) (mort en 1821), la plupart de l'expansion est exceptionnellement réalisée par les fils cadets, qui, selon la coutume du droit d'aînesse, étaient censés faire leur propre fortune. 
Edmund Saunderson Prideaux, 9e baronnet (1793–1875), restaure et reconstruit la maison entre 1836 et 1844, en utilisant les services du constructeur W. Lee. Il meurt sans laisser d'enfants mâles survivants et le titre de baronnet s'éteint.
Netherton Hall est ensuite la maison de Samuel Tuke (1854–1937), membre de la famille Tuke de York, innovateurs quaker impliqués dans la création de Rowntree's Cocoa Works, de The Retreat Mental Hospital et de trois écoles quaker, Ackworth , Bootham et The Mount. 
En 1919, le domaine est acheté par le dramaturge anglais Harley Granville-Barker (1877–1946) et reçoit la visite de nombreuses personnalités littéraires de premier plan, dont George Bernard Shaw, T.E. Lawrence et Thomas Hardy. 
En 1955, la maison devient une école. Du milieu à la fin des années 1970, elle est utilisée comme école pour les garçons « supposément » inadaptés. Certains ont des problèmes de comportement tandis que d'autres sont retirés de l'éducation ordinaire parce que plus avancés que la moyenne. À partir de là, les garçons sont principalement envoyés au Dawlish College une fois l'âge de 13 ans atteint. En 1968, c'est la résidence de Henry Hopkinson, 1er baron Colyton de Farway (1902-1996), diplomate et membre du Parlement pour Taunton de 1950 à 1956. Elle est ensuite restaurée et divisée pour une occupation multiple. La partie principale de la maison, comprenant 4 chambres, 5 salles de réception, 4,35 acres de terrain avec court de tennis et piscine, a été vendue en 2012 pour un prix demandé de 1,5 million de livres sterling. 